# Marecos
Marecos ist eine Gemeinde im Norden Portugal etwa 30 km westlich von Porto. Sie gehört zum Kreis Penafiel im Distrikt Porto und besitzt eine Fläche von 4,1 km² und hat 1068 Einwohner (Stand 30. Juni 2011).
Marecos ist bekannt für den Anbau von Weintrauben, die zu einem in Portugal bekannten Weißwein noch vor Ort verarbeitet werden.